# Bubale d'Afrique du Nord
Alcelaphus buselaphus buselaphus
Sous-espèce
Statut de conservation UICN

 EX  : Éteint
Le Bubale d'Afrique du Nord (Alcephalus buselaphus buselaphus) est une sous-espèce éteinte de bubales, qui évoluait en Afrique du Nord et au Proche-Orient. Pour certaines auteurs, il s'agissait d'une espèce à part entière (Alcelaphus buselaphus).

## Répartition
Cette espèce vivait dans les montagnes arides de l'Égypte, du Maroc, de la Tunisie, de l'Algérie, et de la Libye.

## Alimentation
Elle se nourrissait de buissons épineux qui poussaient dans les montagnes.

## Extinction
La chasse est la principale cause de sa disparition. Cette espèce a disparu en 1923 mais a été officiellement reconnue comme éteinte en 2008.